# Kuon
Kuon (九怨) é um jogo eletrônico de horror desenvolvido pela From Software para PlayStation 2. O jogo foi lançado em 2004 no Japão e nos Estados Unidos, e mais tarde, em 2006, na Europa. Kuon é baseado em um antigo gênero da literatura japonesa chamado Kaidan. O jogo se passa em uma escura e grotesca mansão na cidade japonesa de Quioto, onde vivem criaturas mutantes, durante o período Heian do antigo Japão.

## Enredo
Quando o jogo começa, o jogador deve escolher uma fase. A fase Yin gira em torno de uma garota chamada Utsuki. Ela e sua irmã vão ao feudo a procura de seu pai desaparecido, um famoso exorcista renegado chamado Doman. Já a fase Yang gira em torno de Sakuya, uma das raras exorcistas discípulas de Doman.
Depois de terminar ambas as fases, os jogadores podem jogar um terceiro capítulo que gira em torno de uma exorcista mestre chamada Abe no Seimei. Essa fase é chamada de Kuon.
Durante todas as três fases, os personagens encontram duas gêmeas sem nome. Mais tarde é revelado que elas são manifestações das malignas amoreiras e elas aparecem constantemente quando o jogador está indo pelo caminho correto. Elas explicam eventos para o personagem através de frases enigmáticas Elas cantam uma música chamada Hashi Zoroe, que pode ser ouvida muitas vezes durante o jogo.
Somente no terceiro capítulo, ou a Fase Kuon, é que os dois primeiros capítulos são ligados. É quando é revelado que o verdadeiro inimigo é o exorcista Damon. Furioso por ser rejeitado na corte imperial (e, como dizem nos próprios documentos do jogo, pela própria Abe no Seimei), ele procura o 'poder absoluto' para provar a si mesmo e a Seimei que digno do palácio Ele planejou tudo, incluindo o sacrifício de suas filhas e discípulos (como também outras pessoas inocentes) através de um ritual antigo. Na fase Kuon, o jogador toma controle de Seimei para terminar de resolver os mistérios e derrotar Damon de uma vez por todas.

## Jogabilidade
Kuon, por padrão, não usa os sistemas de controle que ficou famosa por franquias de survival de horror como Resident Evil e Silent Hill - porém um sistema (conhecido nos jogo de horror como tank control) é selecionável. A movimentação dos personagens é feita através dos direcionais analógicos. Ao correr a saúde do personagem diminui e atrai inimigos, porém pode ajudar quando se quer chegar a um local rapidamente ou fugir de certos inimigos. A meditação recupera a saúde, mas o personagem não pode estar em pânico.
Basicamente há dois tipos de ataques em Kuon - ataques físicos e mágicos. Os ataques físicos são feitos com facas (Fase Yin), leques (Fase Yang), e lanças (Fase Kuon). As armas dos dois primeiros capítulos podem ser melhoradas, com efeitos de gelo e fogo, respectivamente. A lança é a única arma disponível na fase Kuon e não pode ser melhorada.
Os ataques mágicos são divididos em dois tipos: ataque e invocação, que feitos através de cartas espalhadas pelo jogo, uma vez que, cada fase tem suas próprias cartas. Há uma boa variedade de ataques mágicos baseados em gelo e fogo. Já cada uma das invocações faz algo diferente, desde atacar as criaturas para o jogador, fazer armadilhas e matar instantaneamente os inimigos. Alguns também podem ser usados como guarda-costas.

## Lançamento
O jogo foi anunciado em uma edição de setembro de 2003 da Famitsu. A essa altura, dizia-se que estava 25% concluído. O título foi exibido no estande da empresa durante a Tokyo Game Show de 2003, ao lado de outros títulos, incluindo Shadow Tower Abyss, Armored Core: Nexus e Echo Night: Beyond. Um comercial em live-action foi filmado no Templo Kannon-ji, em Setagaya. A equipe ficou surpresa quando os sacerdotes do templo concordaram com o comercial, e algumas cenas filmadas eram recriações diretas de cenas do jogo. Foi lançado no Japão em 1 de abril de 2004. Dois guias de estratégia diferentes foram lançados pela ASCII Corporation e pela Softbank Creative junto com o jogo.
Um lançamento norte-americano foi anunciado pela Agetec em maio de 2004. A Agetec era uma editora ocidental regular dos títulos da FromSoftware durante esse período. Sua localização foi projetada para manter o máximo possível do jogo original intacto e incluiu a dublagem japonesa original. Foi lançado na região em 7 de dezembro de 2004. Originalmente, o jogo seria lançado no Reino Unido pela Digital Jesters antes da liquidação da empresa, com as funções de publicação assumidas na Europa pela Nobilis e Indie Games Productions. Foi lançado na região em 14 de abril de 2006. Nos anos que se seguiram ao lançamento, a versão ocidental tornou-se um raro item de coleção, e o jogo em si tornou-se obscuro devido à sua cobertura limitada e raridade.